# Фарбер, Исаак Ефимович
Исаа́к Ефи́мович Фа́рбер (17 сентября 1913 — 3 июля 1987) — советский учёный-правовед, доктор юридических наук, профессор, заведующий кафедрой государственного (конституционного) права Саратовского юридического института имени Д. И. Курского. Основатель саратовской научной школы конституционного права.

## Биография
И. Е. Фарбер родился 17 сентября 1913 года в Елисаветграде (ныне — Кропивницкий, Украина) в еврейской семье. Его отец был школьным учителем.
- 1928—1930 годы — работал учеником библиотекаря.
- 1930—1932 годы — участвовал в комсомольской работе.
- 1933—1948 годы — работал в органах прокуратуры. Участвовал в Великой Отечественной войне, проходил службу в военной прокуратуре.
- 1947 год — окончил Всесоюзный юридический заочный институт.
- 1948—1951 годы — учёба в очной аспирантуре АОН при ЦК КПСС. Закончил её защитой кандидатской диссертации.
- 1951—1961 годы — заведующий кафедрой теории государства и права Саратовского юридического института им. Д. И. Курского.
- 1963 год — защита докторской диссертации на тему «Правосознание как форма общественного сознания»[1].
- 1963—1981 годы — заведующий кафедрой государственного (конституционного) права Саратовского юридического института. Начало формирования саратовской научной школы конституционного права.
- 1981—1987 годы — профессор кафедры государственного (конституционного) права Саратовского юридического института.

Умер 3 июля 1987 года в Саратове.
Большой резонанс в научных кругах вызвала фундаментальная работа Исаака Ефимовича «Правосознание как форма общественного сознания» (1963).

## Критика научных оппонентов
Критике подвергались ряд научных воззрений учёного, изложенных в работе «Правосознание как форма общественного сознания». В данной работе И.Е. Фарбер выдвигает идею о том, что у каждой формы общественного сознания имеется свой особый предмет, на который оно направлено. Данное положение находит критические оценки со стороны учёного А.В. Мицкевича. Так, им указывается на то, что:

…ошибка И.Е. Фарбера в определении предмета правосознания проистекает из неправильного понимания философского положения о том, что каждая форма общественного сознания имеет свой особый предмет, что предметом политических взглядов являются политические отношения, а предметом правосознания — правовые, нравственного сознания — моральные отношения. Но если политические отношения как наиболее концентрированное выражение экономических взаимоотношений классов, наций и народов действительно предшествуют политическому сознанию, то этого никак нельзя сказать о правовых и моральных отношениях. А какая область отношений составляет особый «предмет» философии, искусства? На этот вопрос едва ли можно найти успешный ответ.

Также вызвало споры положение о том, что правосознание является регулятором общественных отношений. С данной позицией А.В. Мицкевич не соглашается по той причине, что «регулятором общественных отношений выступают не представления о правах и обязанностях, а правовые нормы, установленные государством».

## Публикации

### Книги
- Фарбер И. Е., Ржевский В. А. Вопросы теории советского конституционного права. — Саратов: Приволжское кн. изд-во, 1967. — Т. 1. — 318 с.
- Фарбер И. Е. Правосознание как форма общественного сознания. — М.: Юрид. лит-ра, 1963. — 204 с.
- Фарбер И. Е. Свобода и права человека в советском государстве. — Саратов: СГУ, 1974. — 187 с.
- Фарбер И. Е., Эбзеев Б. С. Советское государство и права человека: конституционные вопросы. — 1986. — 180 с.
- Фарбер И. Е. Проблемы конституционного права. — 1969. — Т. 2. — 202 с.
- Фарбер И. Е. Советское государственное право. — Саратов: СГУ, 1979. — 323 с.
- Фарбер И. Е., Поляков В. Л. Конституционное право советских граждан на свободу слова. — Саратов: СГУ, 1977. — 122 с.
- Фарбер И. Е. О сущности права: (учебное пособие) / ред. Н. Б. Зейдер. — Саратов: СГУ, 1959. — 75 с.
- Фарбер И. Е. Очерки вузовской педагогики. — Саратов: СГУ, 1984. — 253 с.

### Статьи
- Фарбер И. Е. Конституционное право на неприкосновенность личности советских граждан // Правоведение. − 1973. — № 3. — С. 3—20.
- Фарбер И. Е. Вопросы общей теории советского права: Сборник статей под ред. С. Н. Братуся. М.: Госюриздат, 1960. — 405 стр.: (Рецензия) // Правоведение. — 1961. — № 4. — С. 144—148.

## Награды
- Медаль «За победу над Германией в Великой Отечественной войне 1941—1945 гг.»

## Память
- Кафедра конституционного права имени И. Е. Фарбера СГЮА (2020)[5][6]
- Экспозиция в музее истории СГЮА

## Знаменитые ученики
- Кабышев, Владимир Терентьевич — доктор юридических наук, профессор
- Эбзеев, Борис Сафарович — доктор юридических наук, профессор
- Еременко, Юрий Петрович — доктор юридических наук, профессор
- Миронов, Олег Орестович — доктор юридических наук, профессор